# カタナエンジン
カタナエンジン（Katana Engine）は、コーエーテクモゲームス エンタテインメント制作本部 フューチャーテックベースが開発したゲームエンジン。

## 概要
2000年代前半頃からソフトウェアライブラリと個々の制作ツールとして作っていたものがあり、2010年頃から本格的な統合制作環境としても開発して、現在に至っている。
コーエーテクモゲームスは、元々コーエーとテクモという異なるゲームメーカーが合併して誕生したゲームメーカーであるが（のちにガストも加わる）、ω-Forceの『真・三國無双8』、Team NINJAの『Rise of the Ronin』などといった、ルーツ異なる開発チームでも『カタナエンジン』を共有して活用できる開発環境を現在では構築している。
また、コーエーテクモゲームスの鯉沼久史代表取締役社長CEO&COO曰く、自社の内製ゲームエンジンを外部へ向けてアピールする様になったのは、「自社開発のゲームエンジンがあるということをきちんと外部に言おうよ、という流れがあったからです。」と話している。
そういう流れもある故か、開発元のエンタテインメント制作本部 フューチャーテックベースと、内製ゲームエンジン『カタナエンジン』を表す、それぞれのロゴも作成されている。

## 使用作品
- 2018年 - 真・三國無双8[6]
- 2021年 - 戦国無双5[7]
- 2022年 - ファイアーエムブレム無双 風花雪月[8]
- 2023年 - ワイルドハーツ[9] / Wo Long: Fallen Dynasty[10] / Fate/Samurai Remnant[7]
- 2024年 - Rise of the Ronin[11]
- 2025年 - 真・三國無双 ORIGINS[10] / ユミアのアトリエ 〜追憶の錬金術士と幻創の地〜[10] / Venus Vacation PRISM - DEAD OR ALIVE Xtreme -[12]